# オールナイトニッポンサタデースペシャル
『オールナイトニッポンサタデースペシャル』はニッポン放送のラジオ番組枠でオールナイトニッポンシリーズのひとつ。

## 概説

### 初代パーソナリティ（2000年 - 2015年）
2000年4月改編で「ドリアン助川の正義のラジオ!ジャンベルジャン!」から枠を引き継ぎ、その上で、パーソナリティの福山雅治の意向で、『オールナイトニッポン』という名称を使った『福山雅治のオールナイトニッポンサタデースペシャル・魂のラジオ』としてスタート。番組開始当初はニッポン放送の夜から深夜にかけての時間帯に設けられていたレーベル「LF+R」（1999年4月から2003年3月まで）内の番組だったため、タイトルも『福山雅治のallnightnippon Saturday Special 魂のラジオ』となっていたが、2003年4月に前述の表記へ改められた。2004年9月より荘口彰久（元ニッポン放送アナウンサー）がアシスタントとして出演。
ただし、タイトルや放送時間帯の違いからニッポン放送の平日22時枠の土曜版の扱いにはなっていない。その為、ネット局も北海道、京阪神地区、福岡県では22時枠と当番組がそれぞれ別の放送局でネットされている。

### 2代目パーソナリティ（2015年 - 2020年）
2015年4月改編によって、福山がパーソナリティを降板し、新たに大倉忠義（関ジャニ∞）およびシンガーソングライターの高橋優をパーソナリティに起用した『オールナイトニッポンサタデースペシャル 大倉くんと高橋くん』が始まった。なお、このタイトルには1970年代以降ニッポン放送で男性2人がパーソナリティを務める際に番組タイトルに冠せられる『○○君と○○君』が使用されている。

### 3代目パーソナリティ（2020年 - ）
2020年4月改編によって、大倉と高橋がパーソナリティを降板し、新たに同年1月にデビューしたSixTONESを起用した『SixTONESのオールナイトニッポンサタデースペシャル』が始まった。なお、SixTONESの初めての冠番組となる。サタデースペシャル枠としては初めて「BITTERSWEET SAMBA」（のアレンジ版）がテーマ曲に使用された。

## 放送時間
- 土曜 23:30-翌1:00